# NGC 4684
NGC 4684 (również PGC 43149 lub UGC 7951) – galaktyka spiralna z poprzeczką (SB0-a), znajdująca się w gwiazdozbiorze Panny. Odkrył ją William Herschel 17 kwietnia 1784 roku.